# Семирецкая
Семирецкая — река в России, протекает по Архангельской области.
По данным Государственного водного реестра, Семирецкая является правым притоком Старой. Согласно картам и Государственному каталогу географических названий, Семирецкая является правым притоком Нижней Пицы. Длина реки, таким образом, составляет 31 км, либо 18 км.
Крупнейший приток — Радбеж.

## Данные водного реестра
По данным государственного водного реестра России относится к Двинско-Печорскому бассейновому округу, водохозяйственный участок реки — Вычегда от города Сыктывкар и до устья, речной подбассейн реки — Вычегда. Речной бассейн реки — Северная Двина.
Код объекта в государственном водном реестре — 03020200212103000025027.